# Kevin Pressman
Kevin Paul Pressman (Fareham, 6 november 1967) is een Engels voormalig doelman in het betaald voetbal. Het grootste gedeelte van zijn loopbaan stond Pressman onder de lat bij Sheffield Wednesday, van 1987 tot 2004. Hij speelde 478 officiële wedstrijden voor The Owls.

## Clubcarrière

### Sheffield Wednesday
Pressman was jarenlang eerste doelman van Sheffield Wednesday in de Football League First Division en de Premier League. In 1991 won Pressman de League Cup met Sheffield Wednesday. Grote favoriet Manchester United werd met 1–0 verslagen na een doelpunt van John Sheridan. Pressman speelde niet, zijn ervaren concurrent Chris Turner stond onder de lat. In de Premier League was Pressman lange tijd een vaste waarde. De Engelse nationale doelman Chris Woods verwees hem wel even naar de invallersbank. Pressman moest zich terug in de basiself knokken, iets waarin hij uiteindelijk slaagde toen de Tsjech Pavel Srníček eind jaren negentig in een mindere vorm verkeerde.
Pressman maakte medio jaren negentig deel uit van een elftal dat onder anderen bestond uit Marc Degryse, David Hirst en Mark Bright. In 2000 degradeerde Sheffield Wednesday uit de Premier League. Sheffield Wednesday vertoeft sindsdien op het tweede niveau van het Engels voetbal. Pressman verliet Hillsborough in 2004, na 19 seizoenen.

### Latere carrière
In de latere stadia van zijn loopbaan was hij voornamelijk reservedoelman. Hij deed onder meer dienst als doublure voor Ian Walker bij toenmalig tweedeklasser Leicester City (2004–2005). Later was hij nog eerste doelman van Mansfield Town (2005–2006) en Portadown (2006–2007). Pressman beëindigde zijn loopbaan in 2009, als reservedoelman van Scunthorpe United.

## Erelijst
| Competitie          |                     |                     |
| Competitie          | Aantal              | Jaren               |
| Sheffield Wednesday | Sheffield Wednesday | Sheffield Wednesday |
| ------------------- | ------------------- | ------------------- |
| League Cup          | 1×                  | 1990/91             |